# NGC 5816
NGC 5816 é uma galáxia lenticular (S0) localizada na direcção da constelação de Libra. Possui uma declinação de -16° 05' 37" e uma ascensão recta de 15 horas, 00 minutos e 04,8 segundos.
A galáxia NGC 5816 foi descoberta em 1886 por Ormond Stone.